# Borek u Hradce Králové

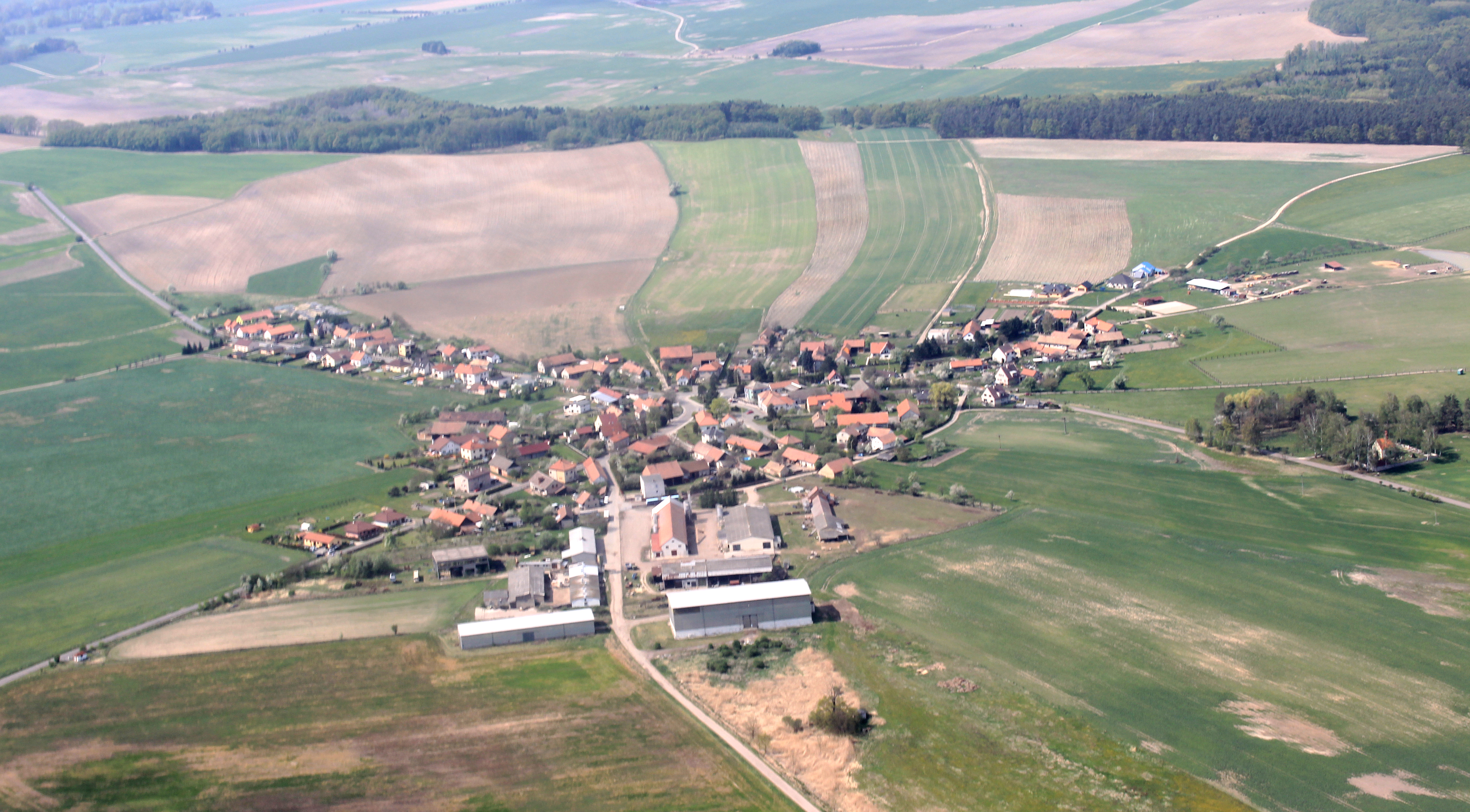
Luftaufnahme

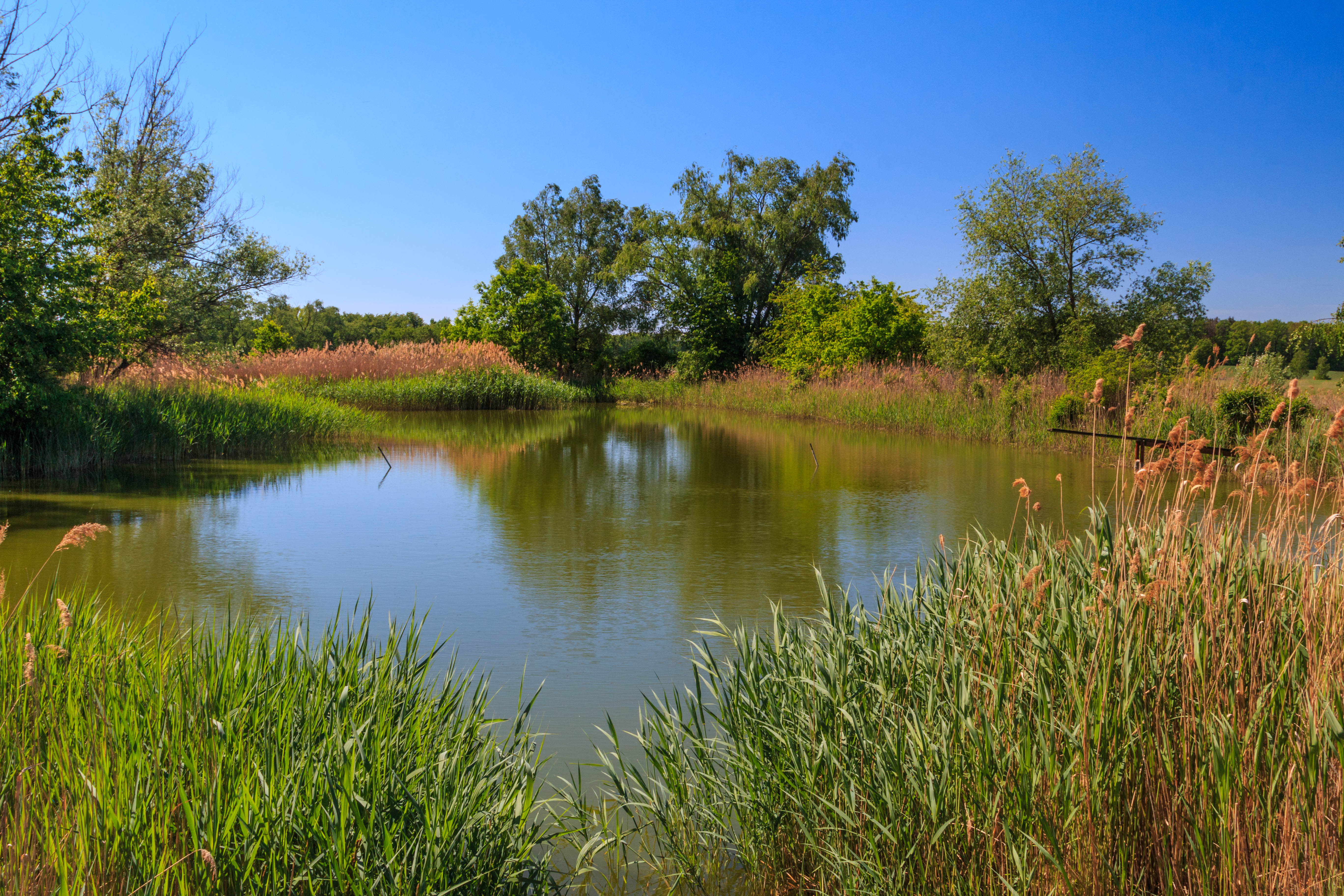
Teich Pod Borkem

Borek ist eine Gemeinde in Tschechien. Sie liegt neun Kilometer südlich des Stadtzentrums von Hradec Králové und gehört zum Okres Pardubice.

## Geographie
Borek befindet sich am Fuße der Třebechovická tabule (Hohenbrucker Tafel) in der Pardubická kotlina (Pardubitzer Becken). Gegen Norden erstreckt sich der Wysoker Forst. Im Nordwesten erheben sich der Bukovský kopec (247 m n.m.) und der Borkovský kopec (252 m n.m.). Östlich des Dorfes fließt der Bohumilečský potok. Südlich von Borek entsteht die Dálnice 35, dahinter liegt der Teich Újezdský rybník. 
Nachbarorte sind Na Podlesí, Kluky, Nový Hradec Králové, Malšova Lhota und Svinary im Norden, Běleč nad Orlicí, Osada Kováků, Krňovice, Kukleny und Hoděšovice im Nordosten, Býšť und Hrachoviště im Osten, Chvojenec und Rokytno im Südosten, Újezd u Sezemic im Süden, Zástava und Dříteč im Südwesten, Bukovina nad Labem und Čeperka im Westen sowie Opatovice nad Labem und Vysoká nad Labem im Nordwesten.

## Geschichte
Borek ist wahrscheinlich eine Gründung des Benediktinerklosters Opatowitz. Nachdem das Kloster 1421 von den Hussiten unter Diviš Bořek von Miletínek geplündert und niedergebrannt worden war, bemächtigte sich dieser der ausgedehnten Besitzungen.
Die erste urkundliche Erwähnung von Borek erfolgte im Jahre 1436, als König Sigismund große Teile des ehemaligen Klosterbesitzes an Diviš Bořek überschrieb, der daraus die Herrschaft Kunburg bildete. 
Zum Ende des 15. Jahrhunderts erwarb Wilhelm von Pernstein die Herrschaften Pardubitz und Kunburg und vereinigte sie. Wilhelm von Pernstein vererbte seine böhmischen Güter 1521 seinem jüngeren Sohn Vojtěch, nach dessen Tod fielen sie 1534 seinem Bruder Johann zu. Dieser hinterließ 1548 seinem Sohn Jaroslav hohe Schulden. Am 21. März 1560 veräußerte Jaroslav von Pernstein die gesamte Herrschaft Pardubitz an König Ferdinand I. Dessen Nachfolger Maximilian II. übertrug die Verwaltung der königlichen Herrschaften der Hofkammer. Diese ließ die Herrschaft Pardubitz durch ein System von 24 Rychta (Scholtiseien) neu organisieren; im Jahre 1588 übte der Rychtář in Dříteč die niedere Gerichtsbarkeit für Borek aus. Ab 1617 unterstand das Dorf dem Rychtář in Vysoká. 
Im Jahre 1835 bestand das im Chrudimer Kreis gelegene Dorf Borek aus 21 Häusern, in denen 180 Personen lebten. Pfarrort war Dřitsch. Bis zur Mitte des 19. Jahrhunderts blieb Borek der k.k. Kameralherrschaft Pardubitz untertänig. 
Nach der Aufhebung der Patrimonialherrschaften bildete Borek ab 1849 eine Gemeinde im Gerichtsbezirk Pardubitz. Ab 1868 gehörte die Gemeinde zum politischen Bezirk Pardubitz. 1869 hatte Borek 242 Einwohner und bestand aus 33 Häusern. Im Jahre 1900 lebten in dem Dorf 294 Menschen, 1910 waren es 308. 1930 hatte Borek 265 Einwohner. Im Jahre 1949 wurde Borek dem Okres Holice zugeordnet; seit 1960 gehört die Gemeinde wieder zum Okres Pardubice. Beim Zensus von 2001 lebten in den 69 Häusern von Borek 196 Personen. Heute besteht das Dorf aus 91 Häusern; davon dienen 70 zu Wohnzwecken und 14 als Ferienhäuser.

## Sehenswürdigkeiten
- Kapelle des hl. Schutzengels, auf dem Gemeindefriedhof an der Straße nach Hrachoviště
- Teich Újezdský rybník mit einer Fläche von 28,4 ha